# Robert-Auguste Creuzé
Pour les autres membres de la famille, voir Famille Creuzé.
Robert-Auguste Creuzé, né le 9 décembre 1779 à Châtellerault où il est mort le 17 février 1842, est un homme politique français.

## Biographie
Fils de Jean-Jacques Creuzé et de Françoise Préau de la Baraudière, il est négociant et banquier. Maire de Châtellerault, il réussit en 1819 à doter Châtellerault de la manufacture d'armes de l'État que se disputent trois importantes villes, et en devient entrepreneur. 
Il est élu comme royaliste, le 13 novembre 1820, député par le collège de département de la Vienne. Il prend place au centre droit et vote avec le ministère. Apprécié par le peuple, il est élu de nouveau, le 17 novembre 1827, par le même collège, il reprend sa place dans la majorité ministérielle. Son admission donne alors lieu à une discussion assez vive. Il s'agit d'une pétition de plusieurs citoyens qui contestent la validité de son élection. Creuzé, qui a présidé le collège auquel il doit sa nomination, paraît à la tribune, le 9 février 1828, pour se défendre des inculpations des pétitionnaires malgré le fait qu'il a été prouvé qu'elles étaient fausses. Malgré les murmures de la gauche, l'admission de Creuzé est prononcée. C'est dans cette séance et à ce propos que Casimir Perier s'écrie : « La France a soif d'ordre légal et de justice administrative. » Creuzé est réélu le 23 juin 1830. Il proteste contre la Révolution de Juillet, refuse le serment à Louis-Philippe, et rentre dans la vie privée, après avoir donné sa démission de député. 
Son petit-fils Adrien Creuzé devient également, quelques années plus tard, député de la Vienne.

## Sources
- « Robert-Auguste Creuzé », dans Adolphe Robert et Gaston Cougny, Dictionnaire des parlementaires français, Edgar Bourloton, 1889-1891 [détail de l’édition]